# Liste des espèces du genre Lithobius

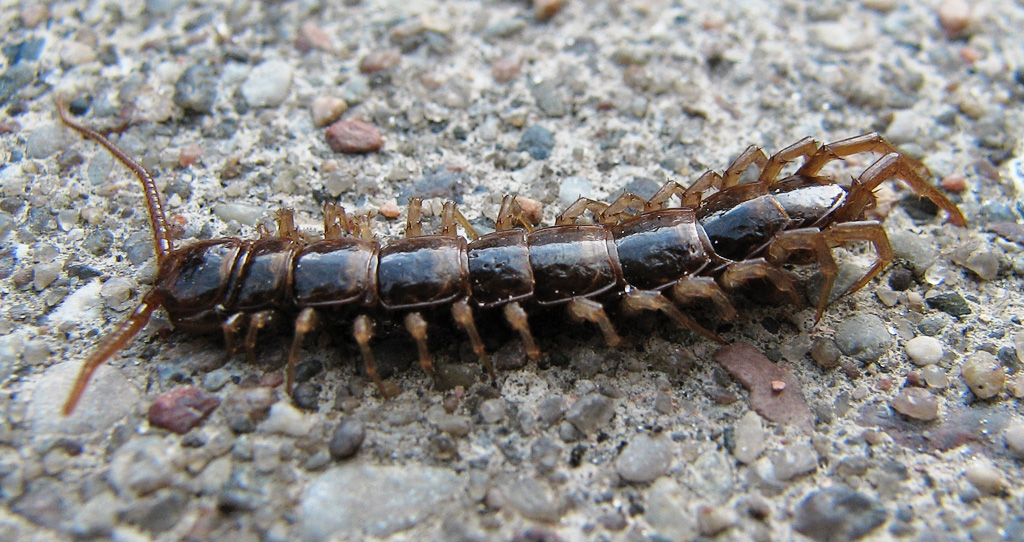
Lithobius forficatus.

Le genre Lithobius, de la famille des Lithobiidae contient un nombre d'espèces extrêmement élevé, proche de 900.
Cette liste dénombre actuellement 499 espèces, dont 490 reconnues par CatalogueofLife auxquelles s'ajoutent d'autres taxons au statut parfois incertain.
Les sous-genres sont :
- Lithobius (Archilithobius) Stuxberg, 1875
- Lithobius (Chinobius) (Matic, 1913)
- Lithobius (Euporodontus) Verhoeff, 1942
- Lithobius (Hemilithobius) Stuxberg, 1875
- Lithobius (Lithobius) Leach, 1814
- Lithobius (Oligobothrus) Latzel, 1880
- Lithobius (Troglolithobius) Matic, 1967

- Haut – A
- B
- C
- D
- E
- F
- G
- H
- I
- J
- K
- L
- M
- N
- O
- P
- Q
- R
- S
- T
- U
- V
- W
- X
- Y
- Z

## A
- Lithobius (Chinobius) aberantus (Matic, 1973)
- Lithobius (Lithobius) abruzzensis Matic, 1991
- Lithobius (Sigibius) absoloni (Folkmanová, 1935)
- Lithobius (Monotarsobius) abukumensis (Ishii, 1991)
- Lithobius acherontis
- Lithobius (Lithobius) acuminatus Brölemann, 1892
- Lithobius adriaticus Baldassarre, 1883
- Lithobius (Monotarsobius) aeruginosus L. Koch, 1862
- Lithobius (Lithobius) agilis C.L. Koch, 1847
- Lithobius (Lithobius) aidonensis Verhoeff, 1943
- Lithobius (Lithobius) alavicus Matic, 1959
- Lithobius (Chinobius) alenae (Dobroruka, 1980)
- Lithobius (Sigibius) alexandrinae Matic & Negrea, 1973
- Lithobius alicatoi
- Lithobius (Lithobius) aligherus Manfredi, 1953
- Lithobius (Lithobius) allotyphlus Silvestri, 1908
- Lithobius alluaudi Brölemann, 1924
- Lithobius alpicosiensis
- Lithobius alpinus
- Lithobius alticus
- Lithobius ambulotentus
- Lithobius anacanthinus
- Lithobius anaopurnensis
- Lithobius anapurnensis
- Lithobius angulatus
- Lithobius anisanus
- Lithobius ankarensis
- Lithobius anodus
- Lithobius anophtalmus
- Lithobius ansyensis
- Lithobius antipai
- Lithobius antonellae
- Lithobius aokii
- Lithobius aostanus
- Lithobius apfelbecki
- Lithobius apheles
- Lithobius araitoensis
- Lithobius armenicus
- Lithobius asper
- Lithobius asperatus
- Lithobius aspersus
- Lithobius asulcutus
- Lithobius atkinsoni
- Lithobius atticus
- Lithobius aulacopus
- Lithobius aureus
- Lithobius ausobskii
- Lithobius australis
- Lithobius austriacus
- Lithobius aztecus

## B
- Lithobius bayeri
- Lithobius bellulus
- Lithobius beroni
- Lithobius beshkovi
- Lithobius beulae
- Lithobius bicolor
- Lithobius bidens
- Lithobius bidivisa
- Lithobius bifidus
- Lithobius biondii
- Lithobius biporus
- Lithobius bispinosus
- Lithobius biunguiculatus
- Lithobius blanchardi
- Lithobius blascoi
- Lithobius bolognai
- Lithobius boluensis
- Lithobius borealis
- Lithobius borisi
- Lithobius bostryx
- Lithobius brandensis
- Lithobius brandtii
- Lithobius brignolii
- Lithobius buakheriacus
- Lithobius bullatus
- Lithobius burzenlandicus
- Lithobius buxtoni

## C
- Lithobius caecigenus
- Lithobius calcaratus
- Lithobius (Chinobius) canaliculatus Murakami, 1963
- Lithobius canariensis
- Lithobius caninensis
- Lithobius carinatus
- Lithobius carinipes
- Lithobius cassinensis
- Lithobius castaneus
- Lithobius catascaphius
- Lithobius caucasicus
- Lithobius cavernicolus
- Lithobius celer
- Lithobius cepeus
- Lithobius cerberulus
- Lithobius cerii
- Lithobius chalusensis
- Lithobius chekianus
- Lithobius chengsiensis
- Lithobius chibenus
- Lithobius chikerensis
- Lithobius chosenus
- Lithobius chumasanus
- Lithobius circassus
- Lithobius clarus
- Lithobius cockerelli
- Lithobius colchicus
- Lithobius coloratus
- Lithobius confusus
- Lithobius consimilis
- Lithobius corrigendus
- Lithobius costaricensis
- Lithobius crassipes
- Lithobius crassus
- Lithobius cretaicus
- Lithobius creticus
- Lithobius crypticola
- Lithobius cryptobius
- Lithobius cuklauvus
- Lithobius curtipes
- Lithobius cyrtopus

## D
- Lithobius dacicus
- Lithobius dahlii
- Lithobius decapolitus
- Lithobius decessus
- Lithobius decodontus
- Lithobius decui
- Lithobius degerboeli
- Lithobius delfossei
- Lithobius delictus
- Lithobius demavendicus
- Lithobius dentatus
- Lithobius derouetae
- Lithobius deserti
- Lithobius dieuzeidei
- Lithobius dimorphus
- Lithobius dobrogicus
- Lithobius doderoi
- Lithobius dogubayazitensis
- Lithobius domogledicus
- Lithobius dragani
- Lithobius drescoi
- Lithobius dudichi
- Lithobius dumitrescui
- Lithobius duplus

## E
- Lithobius easoni
- Lithobius egregius
- Lithobius elbursensis
- Lithobius electrinus
- Lithobius electus
- Lithobius elegans
- Lithobius eleganus
- Lithobius ellipticus
- Lithobius elongipes
- Lithobius emporus
- Lithobius enans
- Lithobius enghoffi
- Lithobius entzii
- Lithobius erdschiasius
- Lithobius ergus
- Lithobius erraticulus
- Lithobius erratus
- Lithobius erythrocephalus
- Lithobius eucnemis
- Lithobius evae
- Lithobius evasus

## F
- Lithobius fagei
- Lithobius fagniezi
- Lithobius fallax
- Lithobius fangensis
- Lithobius fasciatus
- Lithobius femorisulcutus
- Lithobius femorosulcatus
- Lithobius ferganensis
- Lithobius fissuratus
- Lithobius forficatus Linnaeus, 1758
- Lithobius fossipes
- Lithobius foviceps
- Lithobius franzi
- Lithobius fugax
- Lithobius fuscus

## G
- Lithobius gantoensis
- Lithobius georgescui
- Lithobius gerstfeldtii
- Lithobius giganteus
- Lithobius glacialis
- Lithobius glenniei
- Lithobius gomerae
- Lithobius gracilis
- Lithobius grandiporosus
- Lithobius guadarramus
- Lithobius guatemalae

## H
- Lithobius haarlovi
- Lithobius hadzii
- Lithobius hakui
- Lithobius hardyi
- Lithobius hauseri
- Lithobius hawaiiensis
- Lithobius helvolus
- Lithobius henroti
- Lithobius hirsutipes
- Lithobius hispanicus
- Lithobius holstii
- Lithobius holzingeri
- Lithobius homolaci
- Lithobius honestus
- Lithobius (Chinobius) hummeli Verhoeff, 1933

## I
- Lithobius icis
- Lithobius ignotus
- Lithobius inaequidens
- Lithobius inermis
- Lithobius inexpectatus
- Lithobius infossus
- Lithobius ingrediens
- Lithobius inquirendus
- Lithobius insolitus
- Lithobius integer
- Lithobius integrior
- Lithobius intermissus
- Lithobius intermontanus
- Lithobius invadens
- Lithobius iranicus
- Lithobius irikensis
- Lithobius irregularis
- Lithobius ispartensis

## J
- Lithobius japonicus
- Lithobius javanicus
- Lithobius jeanneli
- Lithobius jorbai
- Lithobius jordanensis
- Lithobius jugoslavicus
- Lithobius juniperius
- Lithobius jurinici

## K
- Lithobius kansuanus
- Lithobius karamani
- Lithobius kastamonuensis
- Lithobius kempi
- Lithobius kessleri
- Lithobius kiayiensis
- Lithobius kojimai
- Lithobius koreanus
- Lithobius krali
- Lithobius kurchevae

## L
- Lithobius laccatus
- Lithobius lagrecai
- Lithobius lakatnicensis
- Lithobius lapadensis
- Lithobius lapidicola
- Lithobius latro
- Lithobius lenkoranicus
- Lithobius libanicus
- Lithobius liber
- Lithobius lineatus
- Lithobius litoralis
- Lithobius lobifer
- Lithobius loeiensis
- Lithobius longiscissus
- Lithobius loricatus
- Lithobius lorioli
- Lithobius lucifugus
- Lithobius lusitanus
- Lithobius luteus

## M
- Lithobius macilentus
- Lithobius macrocentrus
- Lithobius maculatus
- Lithobius magnificus
- Lithobius magnitergiferous
- Lithobius magurensis
- Lithobius mandschreiensis
- Lithobius manicastrii
- Lithobius marcuzzii
- Lithobius martensi
- Lithobius materiatus
- Lithobius matulici
- Lithobius mauritianus
- Lithobius maximovici
- en:Lithobius meifengensis
- Lithobius melanops
- Lithobius memorabilis
- Lithobius mesechinus
- Lithobius mexicanus
- Lithobius michoacanus
- Lithobius microcephalus
- Lithobius microdon
- Lithobius micropodus
- en:Lithobius microps
- Lithobius minellii
- Lithobius minimus
- Lithobius minor
- Lithobius minorniha
- Lithobius mistinensus
- Lithobius moananus
- Lithobius modicus
- Lithobius moellensis
- Lithobius mollis
- Lithobius mongolellus
- Lithobius mongolicus
- Lithobius mongolomedius
- Lithobius mononyx
- Lithobius montanus
- Lithobius motasi
- Lithobius mroczkowskii
- Lithobius mucronatus
- Lithobius multidens
- Lithobius multispinosus
- Lithobius muminabadicus
- Lithobius mutabilis
- Lithobius muticus
- Lithobius mystecus

## N
- Lithobius nasuensis
- Lithobius navarricus
- Lithobius nebrascensis
- Lithobius nepalensis
- Lithobius nickii
- Lithobius nidicolens
- Lithobius niger
- Lithobius nigripalpis
- Lithobius nigrocullis
- Lithobius nihamensis
- Lithobius nikkonus
- Lithobius nocellensis
- Lithobius noctivagus
- Lithobius nodulipes
- Lithobius nordenskioldii
- Lithobius nudus
- Lithobius nunomurai
- Lithobius nuragicus

## O
- Lithobius obesus
- Lithobius obscurus
- Lithobius obtusus
- Lithobius oglednicus
- Lithobius okinawensis
- Lithobius ongi
- Lithobius (Chinobius) opinatus (Zalesskaja, 1978)
- Lithobius orghidani
- Lithobius (Chinobius) orientalis Sseliwanoff 1880
- Lithobius osellai
- Lithobius ostiacorum
- Lithobius otasanus

## P
- Lithobius pachymerus
- Lithobius (Chinobius) pacificus (Matic, 1973)
- Lithobius paghmanensis
- Lithobius palmarum
- Lithobius pamukkalensis
- Lithobius pappi
- Lithobius paradoxus
- Lithobius parietum
- Lithobius parvicornis
- Lithobius parvus
- Lithobius pasquinii
- Lithobius patonius
- Lithobius pauciocullatus
- Lithobius paucispinus
- Lithobius (Chinobius) pectinatus Takakuwa, 1939
- Lithobius pedisulcus
- Lithobius peggauensis
- Lithobius pelidnus
- Lithobius peregrinus
- Lithobius persicus
- Lithobius phulchokensis
- Lithobius piceus
- Lithobius pilicornis
- Lithobius pilosus
- Lithobius pinetorum
- Lithobius plesius
- Lithobius polyodontus
- Lithobius porathi
- Lithobius portchinskii
- Lithobius potanini
- Lithobius praeditus
- Lithobius primrosus
- Lithobius princeps
- Lithobius proximus
- Lithobius punctulatus
- Lithobius purkynei
- Lithobius purpureus
- Lithobius pustulatus
- Lithobius pygmaeus
- Lithobius pyrenaicus

## Q
- Lithobius quadricalcaratus
- Lithobius quartocomma

## R
- Lithobius racovitzai
- Lithobius ramulosus
- Lithobius rapax
- Lithobius rarihirsutipes
- Lithobius readae
- Lithobius reconditus
- Lithobius rectus
- Lithobius reiseri
- Lithobius remyi
- Lithobius rhiknus
- Lithobius rhysus
- Lithobius ribauti
- Lithobius riedeli
- Lithobius rizensis
- Lithobius romanus
- Lithobius rufus
- Lithobius rushovensis
- Lithobius rylaicus

## S
- Lithobius (Chinobius) sachalinus Verhoeff, 1937
- Lithobius sakayorii
- Lithobius salicis
- Lithobius sardous
- Lithobius sasanus
- Lithobius saussurei
- Lithobius sbordonii
- Lithobius schubarti
- Lithobius schuleri
- Lithobius sciticus
- Lithobius scotophilus
- Lithobius sectilis
- Lithobius separatus
- Lithobius sexustumidus
- Lithobius shaferi
- Lithobius shawalleri
- Lithobius shikokensis
- Lithobius sibiricus
- Lithobius silvivagus
- Lithobius simplex
- Lithobius simplicior
- Lithobius sinensis
- Lithobius siopius
- Lithobius sivasiensis
- Lithobius skelicus
- Lithobius sketi
- Lithobius slovenicus
- Lithobius sociellus
- Lithobius sokkriensis
- Lithobius sotshiensis
- Lithobius speleovolcanus
- Lithobius speluncarum
- Lithobius sphinx
- Lithobius spinipes
- Lithobius stammeri
- Lithobius starlingi
- Lithobius stejnegeri
- Lithobius strandzanicus
- Lithobius striatus
- Lithobius stuxbergii
- Lithobius stygius
- Lithobius subdivisus
- Lithobius subterraneus
- Lithobius subtilis
- Lithobius sulcifemoralis
- Lithobius sulcipes
- Lithobius sunagawai
- Lithobius (Chinobius) svenhedini Verhoeff K.W., 1933

## T
- Lithobius tactus
- Lithobius taczanowski
- Lithobius tahirensis
- Lithobius takahagiensis
- Lithobius takashimai
- Lithobius tamurai
- Lithobius tatricus
- Lithobius teldanensis
- Lithobius tenebrosus
- Lithobius teneriffae
- Lithobius tenuicornis
- Lithobius tiasnatensis
- Lithobius (Chinobius) tibialis Takakuwa, 1941
- Lithobius tibiosetosus
- Lithobius tibiotenuis
- Lithobius tibiustumidus
- Lithobius tidissimus
- Lithobius toltecus
- Lithobius totevi
- Lithobius trebinjanus
- Lithobius tricalcaratus
- Lithobius trichopus
- Lithobius tricuspis
- Lithobius trinacrius
- Lithobius troglodytes
- Lithobius troglomontanus
- Lithobius tuberculatus
- Lithobius tuberculipes
- Lithobius tylopus
- Lithobius typhlus

## U
- Lithobius uludagensis
- Lithobius uniunguis
- Lithobius (Chinobius) uralensis (Farzalieva, 2004)
- Lithobius urbanus

## V
- Lithobius vagabundus
- Lithobius valesiacus
- Lithobius variegatus
- Lithobius varius
- Lithobius venatoriformis
- Lithobius verrucifer
- Lithobius vinciguerrae
- Lithobius vinosus
- Lithobius viriatus
- Lithobius vivesi
- Lithobius vizicae

## W
- Lithobius waldeni
- Lithobius wardaranus
- Lithobius watanabei
- Lithobius watovius
- Lithobius weyrauchi
- Lithobius worogowensis

## Y
- Lithobius yasunorii
- Lithobius yuraensis

## Z
- Lithobius zelazovae
- Lithobius zeylanus
- Lithobius zveri